# Łobzów (Białoruś)
Łobzów (biał. Лабзова; ros. Лобзово, hist. również Odnoka) – wieś na Białorusi, w rejonie mostowskim obwodu grodzieńskiego, około 34 km na południowy wschód od Mostów.
Wieś duchowna położona była w końcu XVIII wieku w powiecie słonimskim województwa nowogródzkiego. 

## Historia
Najstarszym znanym dziś właścicielem obszernych włości dereczyńskich, do których należał klucz kotczyński, w skład którego wchodził majątek Łobzów, był na początku XV wieku niejaki Kopacz, po którym dziedziczył je jego syn Bazyli (Wasyl-Waśko) Kopaczewicz, a po nim – jego syn Jacek. Jacek zmarł najprawdopodobniej bezpotomnie, ponieważ po nim dziedziczyła jego siostra, Anna Kopaczewicz, która wniosła ten posag do majątku swego męża Michała Sanguszki, (~1451–~1499), starosty krzemieckiego. W wyniku ślubu ich córki Newidany z księciem Janem Połubińskim oraz ślubu wnuka Michała i Anny, Aleksandra (~1508–1565) (syna Andrzeja) z Hanną Połubińską (siostrzenicą Jana), znaczna część dóbr debreczyńskich stała się własnością rodziny Połubińskich (w tym klucz kotczyński), reszta – Sanguszków herbu Pogoń Litewska. W I połowie XVII wieku dobra dereczyńskie należały do Konstantego Połubińskiego (~1582–1640), kasztelana mścisławskiego, prawnuka wyżej wspomnianego Jana. Po nim dobra te dziedziczył jego najmłodszy syn Aleksander Hilary (1626–1679), marszałek wielki litewski. Po nim tę część majątku dziedziczyła jedna z jego córek, Izabela Helena (~1669–1721), która wniosła ją do majątku męża Jerzego Stanisława Sapiehy (1668–1732), późniejszego stolnika wielkiego litewskiego. Z majątku tego wykrojono część środkową, czyli właśnie klucz kotczyński z Łobzowem, dla kuzyna rodziny Dymitra Samuela Połubińskiego (zm. w 1687 roku), wojewody nowogródzkiego. Po nim cały klucz kotczyński dziedziczył jego syn Leon Kazimierz (zm. w 1726 roku), poseł na sejm, ciwun twerski. Kilka pokoleń później, w pierwszej połowie XIX wieku właścicielem Kotczyna i Łobzowa był Jan Połubiński, a po nim jego syn, Henryk (żonaty z Pelagią z Połubińskich). Miał on dwie córki (Helenę, zm. w 1929 roku, i  Marię, zm. w 1936 roku). Ponieważ obie nie wyszły za mąż i nie miały potomstwa, w 1926 roku wspólnie przekazały Kotczyn i Łobzów swym krewnym Tadeuszowi Giedroyciowi (1888–1941), senatorowi II Rzeczypospolitej, i jego żonie Annie z Szostakowskich (1897–1976), ostatnim właścicielom tych liczących około 600 ha dóbr.
Po III rozbiorze Polski w 1795 roku Łobzów, wcześniej należący do województwa nowogródzkiego Rzeczypospolitej, znalazł się na terenie powiatu słonimskiego (ujezdu) guberni słonimskiej, później litewskiej i grodzieńskiej Imperium Rosyjskiego. Po ustabilizowaniu się granicy polsko-radzieckiej w 1921 roku Łobzów wrócił do Polski, znalazł się w gminie Dereczyn w powiecie słonimskim województwa nowogródzkiego, od 1945 roku – w ZSRR, od 1991 roku – na terenie Republiki Białorusi. Do 2013 roku wieś znajdowała się w sielsowiecie Jeziorki Wielkie, od 2013 roku wchodzi w skład sielsowietu Kuryłowicze.
W 2009 roku wieś liczyła 35 mieszkańców.

## Dawny dwór
Na przełomie XVIII i XIX wieku, po pożarze pałacu w Kotczynie, Połubińscy przenieśli się do Łobzowa, gdzie wznieśli dwór obronny, do którego prowadziła grobla przez bagna. Był to drewniany, parterowy dom wzniesiony na wysokiej podmurówce, na planie długiego prostokąta. Był przykryty wysokim, gontowym, czterospadowym dachem z lukarnami. Trójkątny, przykryty dwuspadowym daszkiem, szczyt centralnego ganku był podtrzymywany przez cztery cienkie kolumienki. Odpowiednikiem ganku po stronie ogrodowej był duży taras.
Przed domem rozciągał się wielki gazon w kształcie serca, zwężający się ku bramie składającej się z czterech słupów. Gazon był otoczony przez płot, po jego zewnętrznej stronie wznosiły się zabudowania gospodarcze. Ogród, z alejami i kaplicą domową, zdradzał staropolski charakter, był najprawdopodobniej rozplanowany przed epoką ogrodów romantycznych.
Dwór w Łobzowie nie przetrwał II wojny światowej.
Majątek w Łobzowie został opisany w 2. tomie Dziejów rezydencji na dawnych kresach Rzeczypospolitej Romana Aftanazego.